# Diocesi di Edmundston
La diocesi di Edmundston (in latino Dioecesis Edmundstonensis) è una sede della Chiesa cattolica in Canada suffraganea dell'arcidiocesi di Moncton. Nel 2021 contava 42.421 battezzati su 43.775 abitanti. È retta dal vescovo Claude Champagne, O.M.I.

## Territorio
La diocesi comprende le contee di Madawaska e Victoria e la parte occidentale di quella di Restigouche nella provincia del Nuovo Brunswick in Canada.
Sede vescovile è la città di Edmundston, dove si trova la cattedrale dell'Immacolata Concezione.
Il territorio è suddiviso in 30 parrocchie, raggruppate in 5 zone pastorali: Alto Madawaska (6 parrocchie), Edmundston (7 parrocchie), Grand-Sault (7 parrocchie), Sud Victoria (8 parrocchie) e Restigouche (4 parrocchie).

## Storia
La regione di Madawaska fu raggiunta per la prima volta dai missionari nel XVIII secolo in occasione di una forte immigrazione dalle terre del fiume San Lorenzo. Il 12 settembre 1792 il vescovo di Québec Jean François Hubert eresse in questi territori la prima parrocchia dedicata a San Basilio; nel luglio del 1794 arrivò il primo prete residente. Altri vescovi di Québec si recarono in questa parte della loro diocesi, tra cui, nel 1803, Pierre Denaut, che amministrò per la prima volta il sacramento della confermazione.
A partire dal 1829 la provincia del Nuovo Brunswick ebbe una propria gerarchia ecclesiastica separata da quella del Québec. I territori del nord-ovest della provincia non ebbero mai una popolazione numerosa e l'evangelizzazione era indirizzata soprattutto verso canadesi immigrati, ma anche verso gli indiani autoctoni.
Il 16 dicembre 1944, con la bolla Ad animarum bonum, papa Pio XII eresse la diocesi di Edmundston, ricavandone il territorio dalla diocesi di Bathurst.

## Cronotassi dei vescovi
Si omettono i periodi di sede vacante non superiori ai 2 anni o non storicamente accertati.
- Marie-Antoine Roy, O.F.M. † (9 giugno 1945 - 27 ottobre 1948 deceduto)
- Joseph-Roméo Gagnon † (12 febbraio 1949 - 18 febbraio 1970 deceduto)
- Fernand Lacroix, C.I.M. † (19 agosto 1970 - 31 maggio 1983 dimesso)
- Gérard Dionne † (23 novembre 1983 - 20 ottobre 1993 dimesso)
- François Thibodeau, C.I.M. † (22 ottobre 1993 - 5 gennaio 2009 dimesso)
- Claude Champagne, O.M.I., dal 5 gennaio 2009

## Statistiche
La diocesi nel 2021 su una popolazione di 43.775 persone contava 42.421 battezzati, corrispondenti al 96,9% del totale.
| anno | popolazione | popolazione | popolazione | presbiteri | presbiteri | presbiteri | presbiteri                | diaconi | religiosi | religiosi | parrocchie |
| anno | battezzati  | totale      | %           | numero     | secolari   | regolari   | battezzati per presbitero | diaconi | uomini    | donne     | parrocchie |
| ---- | ----------- | ----------- | ----------- | ---------- | ---------- | ---------- | ------------------------- | ------- | --------- | --------- | ---------- |
| 1945 | 37.702      | ?           | ?           | 52         | 42         | 10         | 725                       |         | ?         | 170       | 21         |
| 1950 | 45.113      | 46.500      | 97,0        | 86         | 49         | 37         | 524                       |         | 50        | 247       | 39         |
| 1966 | 53.000      | 67.000      | 79,1        | 104        | 69         | 35         | 509                       |         | 63        | 400       | 40         |
| 1970 | 49.882      | 65.000      | 76,7        | 99         | 67         | 32         | 503                       | 1       | 32        | ?         | 27         |
| 1976 | 50.870      | 58.485      | 87,0        | 71         | 53         | 18         | 716                       |         | 33        | 248       | 31         |
| 1980 | 55.472      | 62.296      | 89,0        | 64         | 52         | 12         | 866                       |         | 23        | 235       | 37         |
| 1990 | 53.413      | 58.812      | 90,8        | 52         | 42         | 10         | 1.027                     |         | 13        | 161       | 35         |
| 1999 | 52.671      | 56.492      | 93,2        | 39         | 30         | 9          | 1.350                     |         | 10        | 130       | 32         |
| 2000 | 53.079      | 56.488      | 94,0        | 40         | 32         | 8          | 1.326                     |         | 9         | 119       | 32         |
| 2001 | 52.303      | 55.478      | 94,3        | 40         | 31         | 9          | 1.307                     |         | 10        | 119       | 32         |
| 2002 | 51.185      | 54.300      | 94,3        | 41         | 33         | 8          | 1.248                     |         | 9         | 116       | 32         |
| 2003 | 50.194      | 53.223      | 94,3        | 39         | 31         | 8          | 1.287                     |         | 9         | 116       | 32         |
| 2004 | 49.839      | 52.536      | 94,9        | 40         | 31         | 9          | 1.245                     |         | 9         | 110       | 32         |
| 2006 | 49.368      | 51.609      | 95,7        | 37         | 27         | 10         | 1.334                     |         | 10        | 99        | 32         |
| 2013 | 47.600      | 49.700      | 95,8        | 30         | 23         | 7          | 1.586                     |         | 10        | 54        | 32         |
| 2016 | 43.262      | 44.772      | 96,6        | 29         | 21         | 8          | 1.491                     |         | 8         | 47        | 32         |
| 2019 | 43.404      | 44.849      | 96,8        | 28         | 21         | 7          | 1.550                     |         | 7         | 38        | 32         |
| 2021 | 42.421      | 43.775      | 96,9        | 29         | 24         | 5          | 1.462                     |         | 5         | 32        | 30         |